# 洪顥瑄
洪顥瑄（?—），台灣女演員，畢業於東海大學中國語文學系，憑《擁抱大白熊》獲得2004年第41屆台灣電影金馬獎最佳新演員獎（與楊祐寧共同獲獎）及第5屆華語電影傳媒大獎最佳新演員獎。後續演出電視劇《米可，GO！》、《心靈詩篇—騷動的青春》、《恰似你眼中的溫柔》以及電影《我的逍遙學伴》。

## 電影作品
- 2004年 《擁抱大白熊》（飾：王怡芬）
- 2005年 《我的逍遙學伴》（飾：侯社長）

## 電視作品
- 2006年 《米可，GO！》（飾：顧子雅）
- 2006年 《心靈詩篇-騷動的青春》（飾：筠青）
- 2007年 《恰似你眼中的溫柔》（飾：胖胖）

## 獎項紀錄
- 2004年  第41屆金馬獎最佳新演員《擁抱大白熊》
- 2005年  第5屆《華語電影傳媒大獎》「最佳新演員」《擁抱大白熊》